# 國立臺灣大學中非大樓
25°1′5.46″N 121°32′36.61″E / 25.0181833°N 121.5435028°E

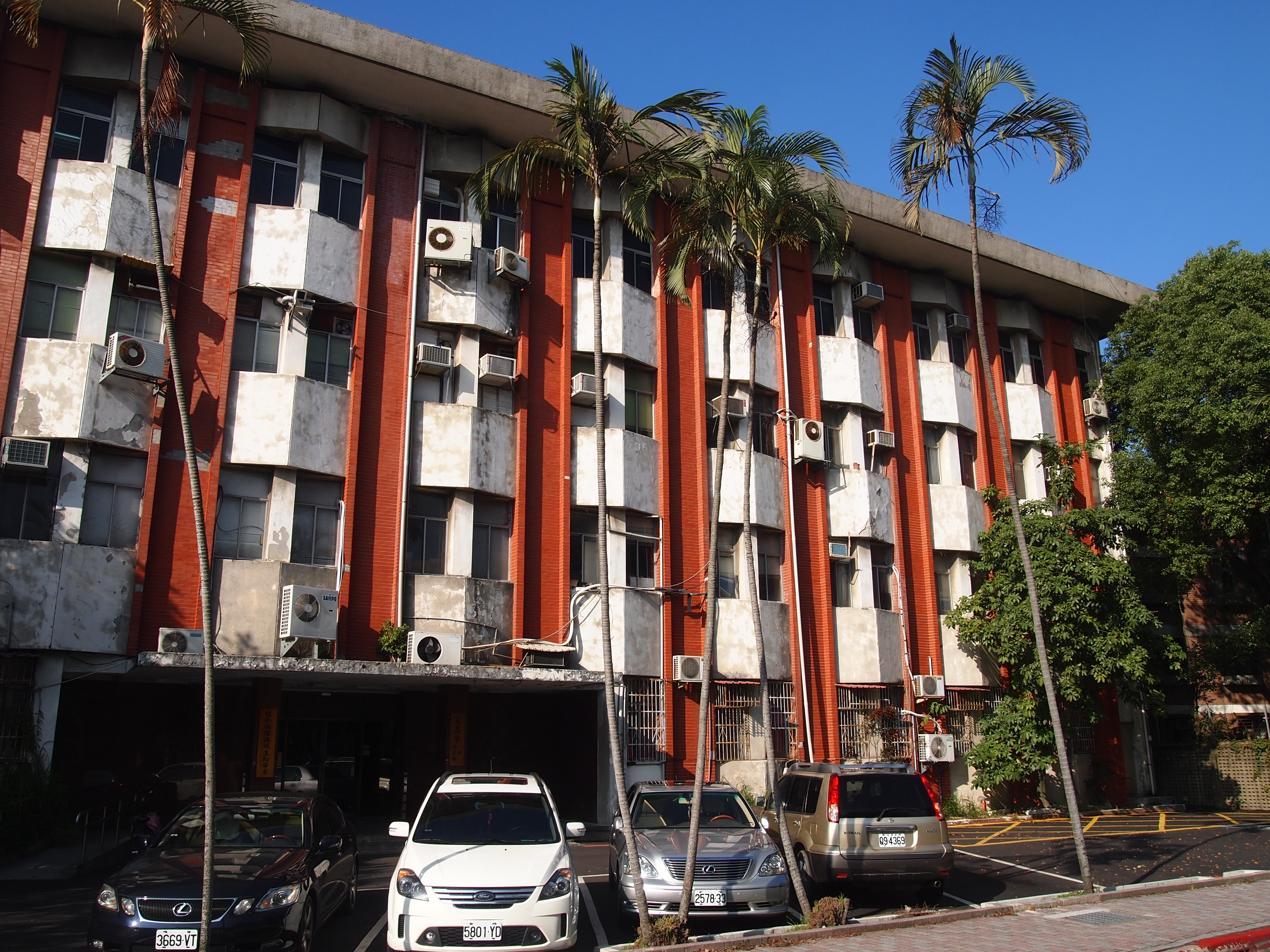
中非大樓

中非大樓是國立台灣大學的建築，是中華民國政府推動農業外交的遺跡，原先為中非技術合作委員會的中非技術合作大樓，後來移轉給臺大，現為昆蟲學系及植物病理與微生物學系使用。

## 位置與樓層配置

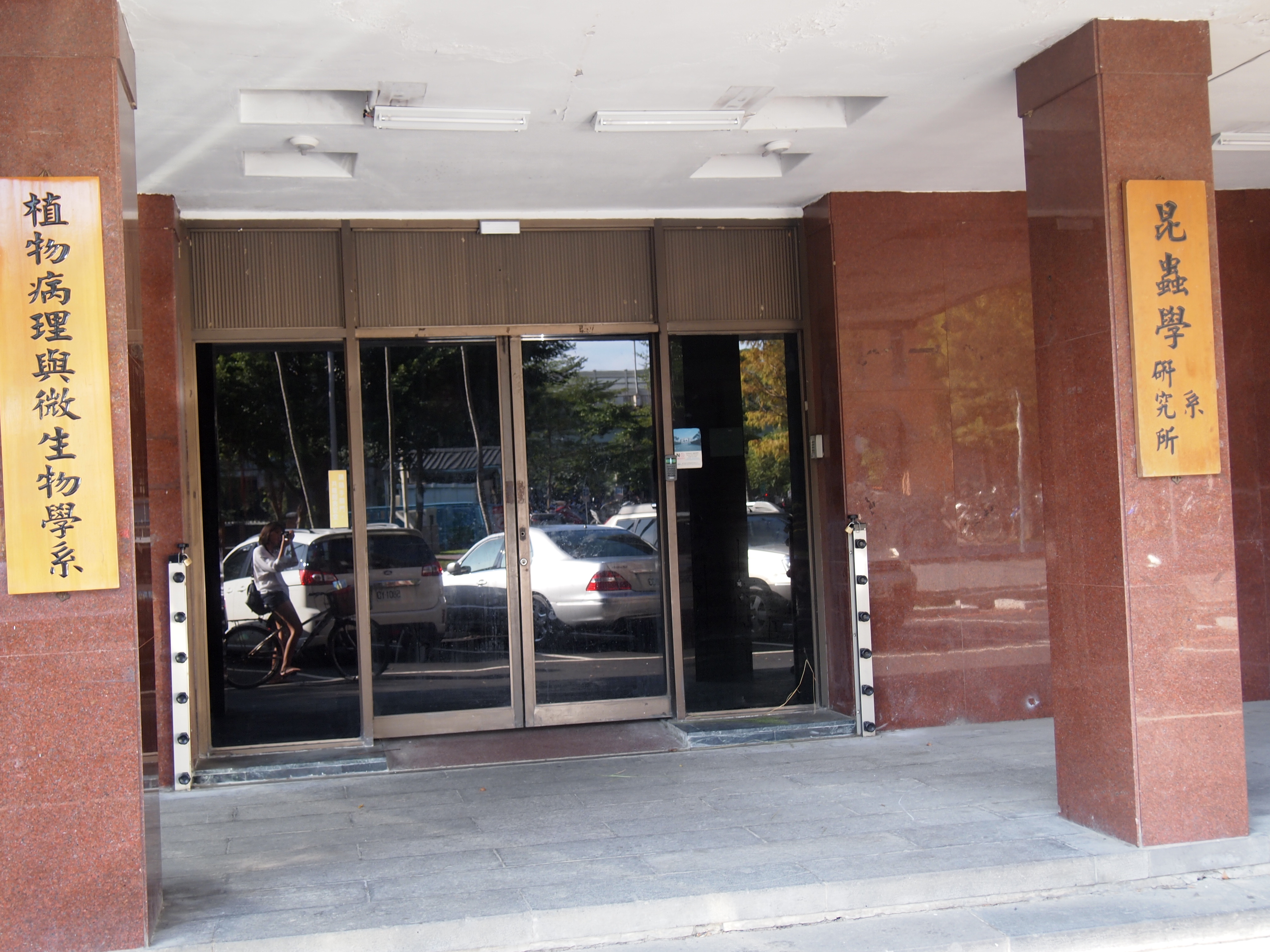
中非大樓正門

中非大樓位於台大公館校區，舊門牌號碼為舟山路86號，其右側是知武館、左側是成排的教職員宿舍。校園建築編碼為E31。
中非大樓為佔地面積為4307.099平方公尺的灰色建築，地上有4層。它可分成前棟以及後棟；前棟之一樓有成排的課室和教學實驗室、二樓有2間教學小教室、三樓只有實驗室、而四樓則是研究室。後棟建築一樓則有系學會辦公室和桌球室，二、三樓有研究室。

## 歷史
中非大樓為1960年代台灣推動『農業外交』的產物，當時中非技術合作委員會負責『農技援非』業務，派遣農耕隊到非洲提供農業技術協助，同時也邀請非洲農技人員來台研習以達到技術交流之目的。1965年8月21日中非大樓落成，為台大與中非技術合作委員會簽約借出的校地與建築。中非大樓既是中非技術合作委員會的基地，也是來台接受講習的非洲農業技術青年之教室宿舍，因此其房間配置像是一間間的套房。1972年中非會還曾在中非大樓設立「非洲文物陳列館」。
早期的中非大樓內有禮堂、課室、實驗室、圖書室、餐廳、宿舍、球場以及其他娛樂設備。
1990年代之後中非大樓被台大收回。曾作為台大城鄉所教室。近年來中非大樓因老舊，結構安全有疑慮曾被判定為危樓，且中非大樓也無法提供植微系和昆蟲系所需之空間。台大計劃將此建築物拆除作為辛亥門道路延伸用地，讓辛亥門道路貫通至長興街，植微系和昆蟲系將遷至由應用力學研究所學人宿舍拆除改建的學新館。

## 建築風格
中非大樓之主要材質為混凝土。前國際合作發展基金會秘書長楊子葆曾敘述中非大樓反映1960年代「自然、樸實」的價值。